# Verwaltungsgemeinschaft Rositz
De Verwaltungsgemeinschaft Rositz in het Thüringische landkreis Altenburger Land is een gemeentelijk samenwerkingsverband waarbij acht gemeenten zijn aangesloten. Het bestuurscentrum bevindt zich in Rositz.

## Geschiedenis
Op 1 januari 2019 werd de aangrenzende Verwaltungsgemeinschaft Altenburger Land opgeheven en werden de gemeente Göhren, Göllnitz, Mehna en Starkenberg overgeheveld naar de Verwaltungsgemeinschaft Rositz.

## Deelnemende gemeenten
De volgende gemeenten maken deel uit van de Verwaltungsgemeinschaft:
- Göhren
- Göllnitz
- Kriebitzsch
- Lödla
- Mehna
- Monstab
- Rositz
- Starkenberg